# Tjuktjer
Tjuktjer eller tschuktscher är ett paleoasiatiskt folk som uppgår till cirka 15 000 personer (1989). Omkring 70 % talar det traditionella språket tjuktjiska. 
De bebor Asiens nordöstligaste hörn, Tjuktjerhalvön i Sibirien, från floden Indigirka till Berings sund, i dagens ryska region Tjuktjien (där de utgör 8 % av befolkningen). 
Man skiljer på de nomadiserade renskötande tundratjuktjerna och de vid kusten fiskande och jagande kusttjuktjerna. De förra använde renar och de senare hundar som dragdjur. Deras religion är schamanism.
Under 1600-talet började ryssarna kolonisera tjuktjernas område. Dessa visade då hårt motstånd men blev snart besegrade av den ryska övermakten. Folkets antal decimerades drastiskt. Som del av Sovjetunionen blev tjuktjerna bosatta i permanenta byar. Barnen var tvungna att lära sig ryska och de vuxna tvingades arbeta i statliga företag.